# Ștefan Kostyal
Ștefan Kostyal (15 august 1922, Timișoara - 1 februarie 2013) a fost un general român.
Studii: Cursul postacademic de comandanți și șefi de state majore unități și mari unități de pe lângă Academia Militară Generală (ian. - iul. 1953), curs specializare în U.R.S.S. (1956) și Academia Militară Superioară a M.St.M. "K.E. Voroșilov" în U.R.S.S. (apr. 1956 - nov. 1958).

## Grade militare
- maior - august 1949,
- lt. col. - ian. 1950,
- colonel - sept. 1951,
- general maior - august 1954.

## Funcții îndeplinite
- oct. 1949 - apr. 1951 - locțiitor al șefului Direcției Cadre,
- apr. 1951 - sept. 1953 - șef al Direcției Organizare - Instructaj din D.S.P.A.,
- aug. 1953 - sept. 1956 - membru în Consiliul militar al Regiunilor a 2-a și a 3-a Militare și locțiitor politic al comandantului C.A.A.T.,
- dec. 1958 - nov. 1959 - locțiitor politic al comandantului Acedemiei Militare Generale,
- nov. 1959 - iunie 1970 - șef al Direcției Control din D.S.P.A.

Prin decretul nr. 278 din 4 iunie 1970, generalului-maior în rezervă Ștefan Kostyal i s-a retras gradul și a fost trecut în evidența rezerviștilor cu gradul de soldat.
Mărturiile mai multor oponenți ai lui Ceaușescu afirmă, că gen. Kostyal a participat la începutul anilor 1980, împreună cu Ion Ioniță și Nicolae Militaru, la un complot împotriva lui Ceaușescu, dar care a eșuat. (Dosarele „Corbul I” și „Corbul II”.)
În anii ’80 a fost încarcerat (fiind coleg de celulă cu Sorin Ovidiu Vântu) sub acuzația oficială de furt de energie de la contorul de acasă.
După revoluție, prin Decretul nr. 108 din 8 februarie 1990 i s-a redat gradul de general-maior și a fost trecut în evidența cadrelor militare în rezervă cu acest grad.

## Decorații
- Medalia „A cincea aniversare a Republicii Populare Române” (24 decembrie 1952) „pentru lupta și munca duse în vederea făuririi, consolidării și prosperării Republicii Populare Române”[4]
- Ordinul „23 August” clasa a IV-a (12 august 1959) „pentru contribuție activă la întărirea regimului democrat-popular”[5]